# Oskar Drobne
Oskar Drobne, slovenski nogometaš in trener * 6. februar 1975, Celje.

## Klubska kariera
Oskar Drobne je v Sloveniji zbral 184 prvoligaških tekem na katerih je dal 86 golov za šest različnih klubov. Drobne je v sezonah 2000/01 ter 2001/02 igral na Hrvaškem za tamkajšnjega prvoligaša NK Varteks. Pred tem je v sezoni 1998/99 krajši čas igral v drugi nemški nogometni ligi za klub  FC St. Pauli. 
Drobne je v sezoni 2008/09 igral v drugi slovenski nogometni ligi za klub NK Šentjur V štirinajstletni igralski karieri od leta 1993 - 2007 je igral za deset različnih klubov v Sloveniji, Nemčiji, na Hrvaškem in na Cipru kjer je skupaj na 283 tekmah zabil 127 golov.